# Laurentthomasit
Das Mineral Laurentthomasit ist ein sehr selten vorkommendes Ringsilikat aus der Milaritgruppe mit der Endgliedzusammensetzung [C]K[B]□2[A]Mg2[T2](Be2Al)[T1]Si12O30. Es kristallisiert mit hexagonaler Symmetrie und entwickelt sechsseitige, tafelige Kristalle von bis zu 15 mm Durchmesser und 5 mm Dicke und Glasglanz auf den Flächen. Reiner Laurentthomasit dürfte farblos sein, aber die natürlichen Kristalle zeigen wegen ihrer geringen Gehalte von Eisenionen (Fe2+ und Fe3+) einen sehr auffälligen Dichroismus. Blickt man auf die Basisfläche der tafeligen Kristalle (in Richtung der kristallographischen c-Achse) erscheinen die Kristalle intensiv kobaltblau. Blickt man senkrecht zur Basisfläche durch die Kanten der tafeligen Kristalle erscheinen die Kristalle grüngelb.
Bislang (2024) ist Laurentthomasit nur an seiner Typlokalität nachgewiesen worden, einem stark verwitterten Pegmatit in Beravina, 40 km östlich des Dorfes Betroka in der Region Anosy der ehemaligen Provinz Fianarantsoa in Madagaskar.

## Etymologie und Geschichte

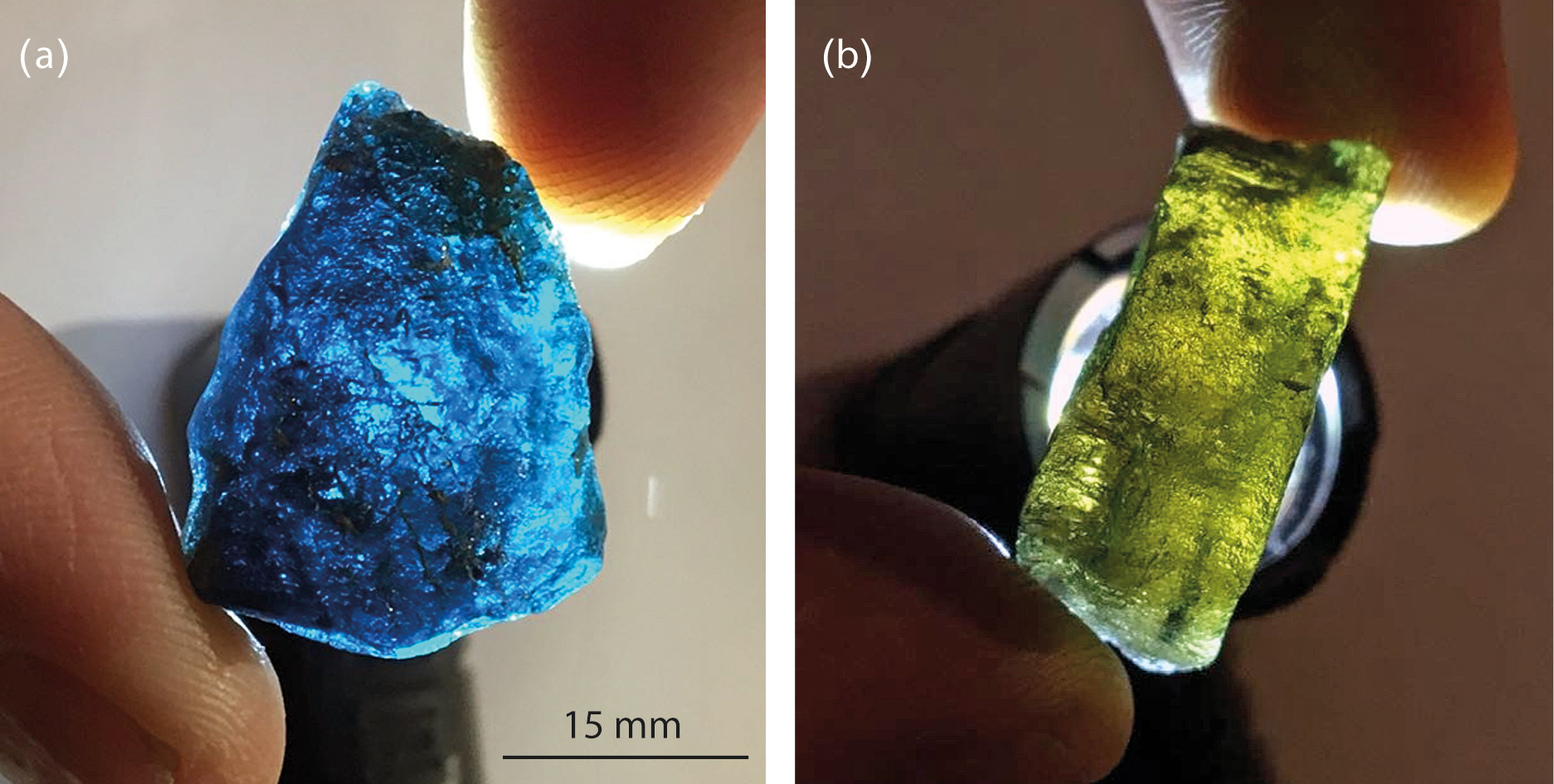
Dichroismus des Laurentthomasit

Laurentthomasit ist das erste Mineral der Milaritgruppe, dessen Typlokalität auf Madagaskar liegt. Entdeckt wurde es von Laurent Thomas, einem französischen Geologen und Edelsteinhändler, der neue Funde aus dem Süden von Madagaskar von französischen Mineralogen untersuchen ließ. Durch seinen auffälligen Dichoismus und recht hohe Gehalte seltener Elemente wie Scandium und Beryllium erregte es das Interesse der Arbeitsgruppe, wurde genau charakterisiert und 2018 von der IMA als neues Mineral der Milaritgruppe anerkannt. Benannt wurde es nach seinem Entdecker Laurent Thomas.

## Klassifikation
Da Laurentthomasit erst 2018 von der IMA anerkannt wurde, ist er weder in der veralteten 8. Auflage noch in der von der IMA zuletzt 2009 aktualisierten 9. Auflage der Strunz’schen Mineralsystematik aufgeführt. Auch in der vorwiegend im englischen Sprachraum gebräuchlichen Systematik der Minerale nach Dana ist Laurentthomasit noch nicht verzeichnet. Auch die zuletzt 2018 überarbeitete Lapis-Systematik nach Stefan Weiß, die formal auf der alten Systematik von Karl Hugo Strunz in der 8. Auflage basiert, kennt den Laurentthomasit noch nicht.
Die von der Mineraldatenbank „Mindat.org“ weitergeführte Strunz-Klassifikation in der 9. Auflage (auch Strunz-mindat) ordnet den Laurentthomasit in die Abteilung der „Ringsilikate“ (Cyclosilicate) der erweiterte Klasse der „Silikate und Germanate“. Diese ist weiter unterteilt nach der Struktur der Silikatringe, sodass das Mineral entsprechend seinem Aufbau in der Unterabteilung „[Si6O18]12--Sechser-Doppelringe“ (englisch [Si6O18]12- 6-membered double rings) zu finden ist (vergleiche dazu auch gleichnamige Unterabteilung Systematik nach Strunz (9. Auflage)). Hier werden die Minerale der Milaritgruppe, Agakhanovit-(Y), Almarudit, Aluminosugilith, Armenit, Berezanskit, Brannockit, Chayesit, Darapiosit, Dusmatovit, Eifelit, Friedrichbeckeit, Klöchit, Merrihueit, Milarit, Oftedalit, Osumilith, Osumilith-(Mg), Poudretteit, Roedderit, Shibkovit, Sogdianit, Sugilith, Trattnerit, einem unbenannten Mineral UM1990-73-SiO:KMnNaZn und Yagiit zusammen mit dem verwandten Mineral Faizievit aufgeführt.

## Chemismus
Laurentthomasit ist das Magnesium-Analog von Milarit und hat die Endgliedzusammensetzung [C]K[B]□2[A]Mg2[T2](Be2Al)[T1]Si12O30.
Die empirische Zusammensetzung des Laurentthomasit aus der Typlokalität ist
- [C](K0,89Na0,05Y0,02Ca0,01Ba0,01) [B]□2 [A](Mg0,86Sc3+0,54Fe2+0,35Mn0,26) [T2](Be2,35Al0,50Mg0,11Fe3+0,03) [T1](Si11,90Al0,10)O30,

wobei in den eckigen Klammern die Position in der Kristallstruktur angegeben ist.
Laurentthomasit bildet Mischkristalle mit Almarudit und einem hypothetischen Magnesiumanalog von Oftedalit entsprechend der Austauschreaktionen
- [A] Mg = [A]Mn (Almarudit)
- [A] Mg = [A]Fe2+ ("Ferro-Almarudit")
- [A] Mg + [T2]Al = [A]Sc + [T2]Be ("Magnesio-Oftedalit")

## Kristallstruktur
Laurentthomasit kristallisiert mit hexagonaler Symmetrie der Raumgruppe P6/mcc (Raumgruppen-Nr. 192) und den Gitterparametern a = 9,9580(1) Å und c = 14,1492(1) Å sowie zwei Formeleinheiten pro Elementarzelle.
Laurentthomasit kristallisiert mit der Struktur von Milarit. Die 12-fach koordinierte C-Position ist voll besetzt mit Kaliumionen (K+), die 9-fach koordinierte B-Position unbesetzt. Die oktaedrisch koordinierte A-Position ist voll besetzt mit Magnesiumionen (Mg2+) sowie geringen Mengen weiterer 2-wertiger Ionen (Mn2+, Fe2+) und Scandium (Sc3+). Die T2-Position ist gemischt besetzt mit Berylliumionen (Be2+) und Aluminiumionen (Al3+) und die T1-Position, die die 6er-Doppelringe aufbaut, enthält nur Silizium (Si4+).

## Bildung und Fundorte
Laurentthomasit bildet sich in granitischen Pegmatiten und ist bislang (2025) nur an seiner Typlokalität im südlichen Madagaskar nachgewiesen worden. In dem stark verwitterten Pegmatit in Beravina, 40 km östlich des Dorfes Betroka in der Region Anosy der ehemaligen Provinz Fianarantsoa tritt Laurentthomasit zusammen mit Kalifeldspat, Quarz, blass grünem Apatit, Phenakit, Beryll, Albit, Magnetit, Thortveitit und Cheralith auf.